# Odd Einar Dørum

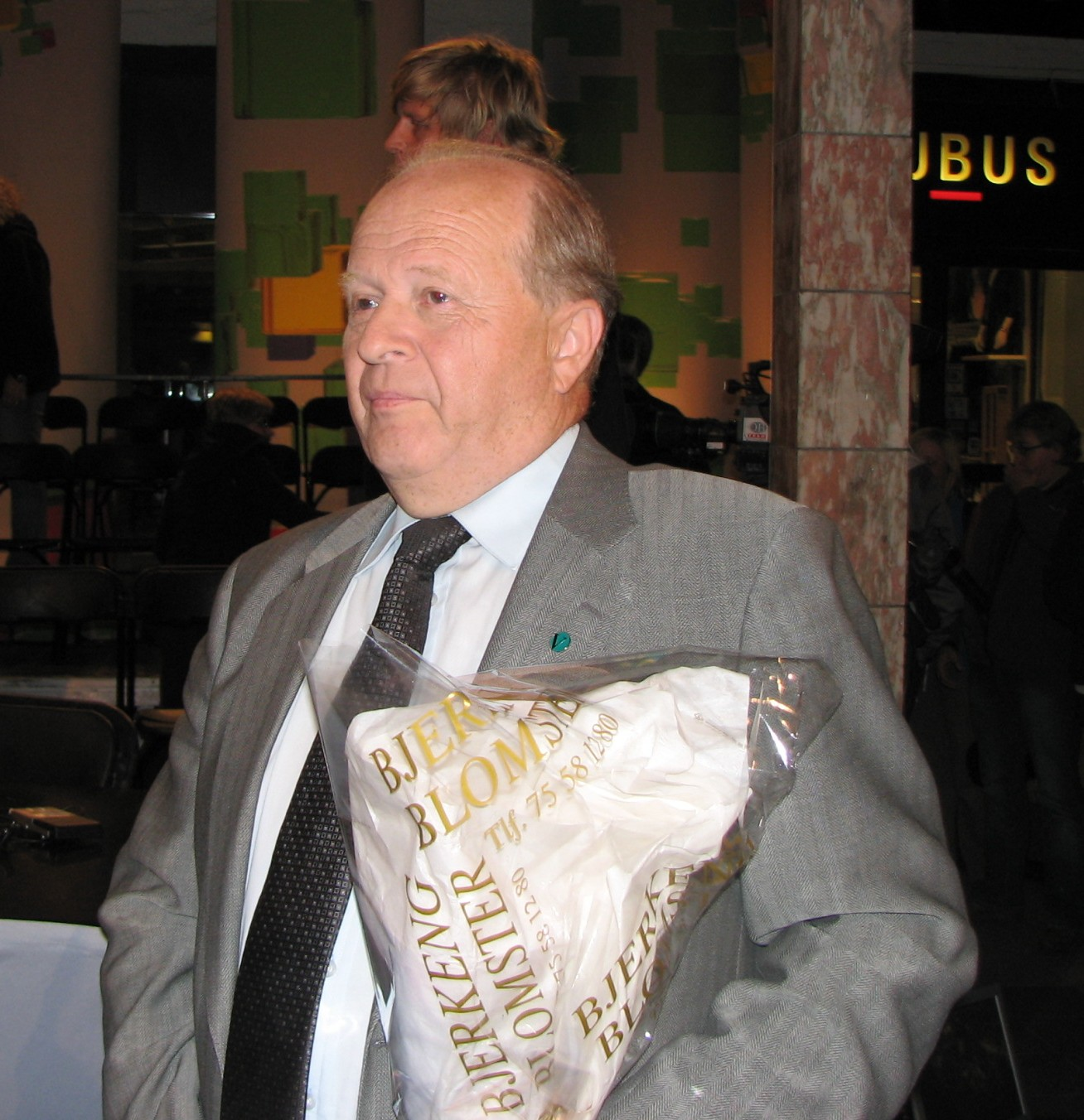
Odd Einar Dørum efter en debatt om skolan i Bodø inför valet 2007

Odd Einar Dørum, född 12 oktober 1943 i Oslo, Norge, är en norsk politiker verksam i partiet Venstre. Han var kommunikationsminister 1997-1999 och justitieminister 1999-2000 och 2001-2005 i Bondeviks första och andra regering.
Han anlitade 2002 den norskfödda franska åklagaren Eva Joly för att leda ett antikorruptionsprojekt som pågick till 2005.

## Politiska uppdrag (i urval)
- 1962 - Ordförande i Sør-Trøndelag Venstres ungdomsförbund
- 1963 - Sekreterare i Sør-Trøndelag Venstre
- 1964 - Vice ordförande i Venstres ungdomsförbund
- 1970 - Ordförande i Venstres ungdomsförbund
- 1977-1981 - Stortingsledamot (Venstre) representant för Sør-Trøndelag
- 1997 - Stortingsledamot, (Venstre) representant för Oslo
- 1997-1999 - Kommunikationsminister, regeringen Bondevik I
- 1999-2000 - Justitieminister, regeringen Bondevik I
- 2000-2001 - Stortingsledamot
- 2001- 2005 - Justitieminister, regeringen Bondevik II

## Fotnoter
1. 1 2 3 4 5 6 7 8 9 10  läs online, www.stortinget.no , läst: 31 augusti 2019.[källa från Wikidata]
2. 1 2  läs online, www.stortinget.no .[källa från Wikidata]
3. ↑  läs online, nbl.snl.no .[källa från Wikidata]